# Поперечний (Волгоградська область)
Поперечний (рос. Поперечный) — хутір у Котельніковському районі Волгоградської області Російської Федерації.
Населення становить 600 осіб. Входить до складу муніципального утворення Попереченське сільське поселення.

## Історія
Хутір розташований у межах українського історичного та культурного регіону Жовтий Клин.
Згідно із законом від 14 березня 2005 року № 1028-ОД органом місцевого самоврядування є Попереченське сільське поселення.

## Населення
| 2010 |
| ---- |
| 600  |